# Distrito de Paro
El Distrito de Paro es uno de los veinte distritos en que se divide Bután. También da nombre a un extenso valle que se ubica en la región. Cubre un área de 1.500 km² y albergaba una población de 46.615 personas en 1985. Su capital es Paro. Es uno de los dzongkhag (distritos) más históricos del país. Se trata de una zona de paso comercial entre Bután y el Tíbet, lo que le dio a Paro la conexión cultural más cercana con esta región en comparación con cualquier distrito de Bután. La lengua dominante en Paro es el Dzongkha, el idioma nacional.
Paro tiene el único aeropuerto internacional activo de Bután, el Aeropuerto Internacional de Paro, donde únicamente da servicio Druk Air (la aerolínea nacional de Bután) desde India y otros países del sudeste asiático.

## Geografía

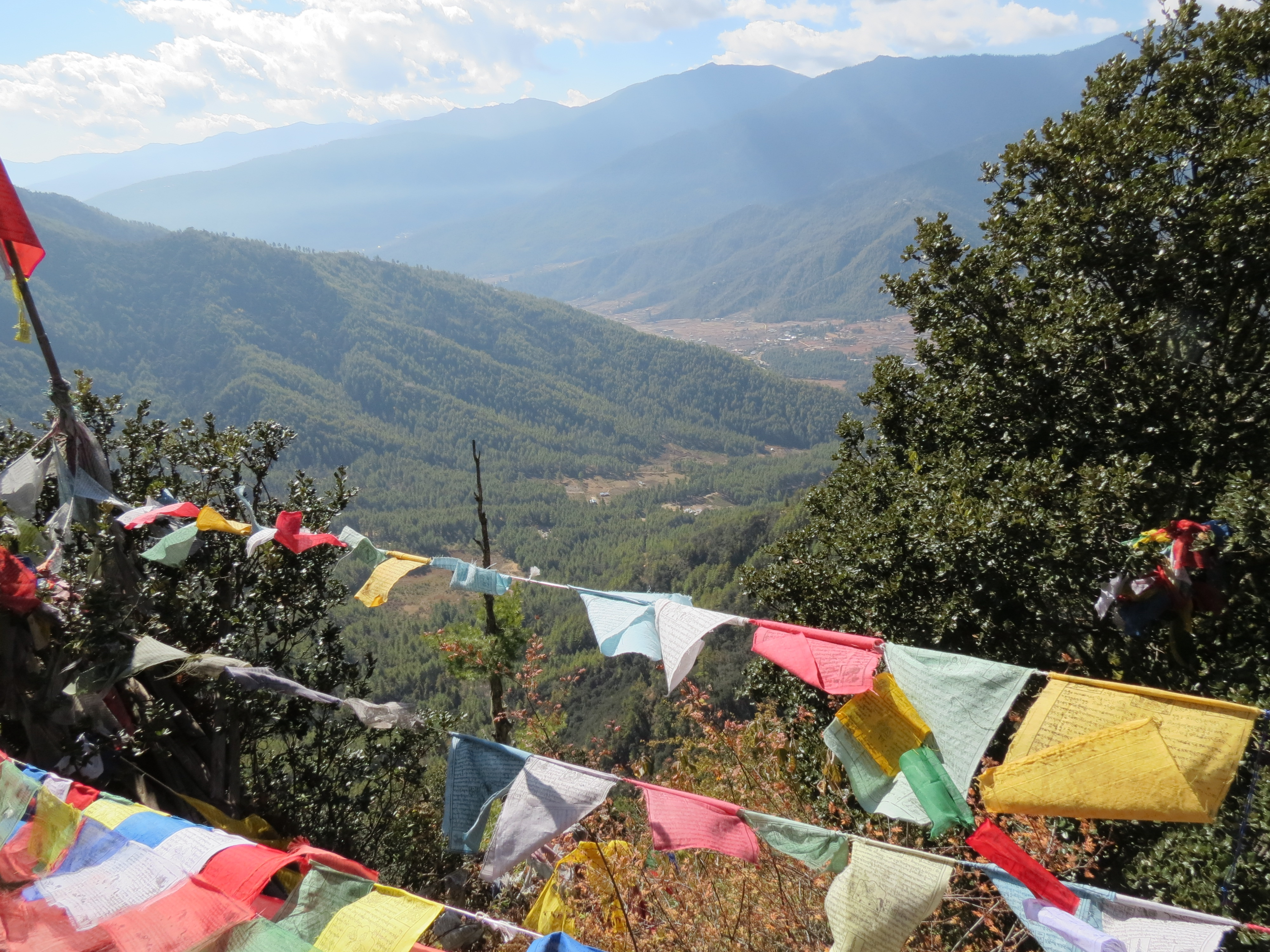
Vista del valle

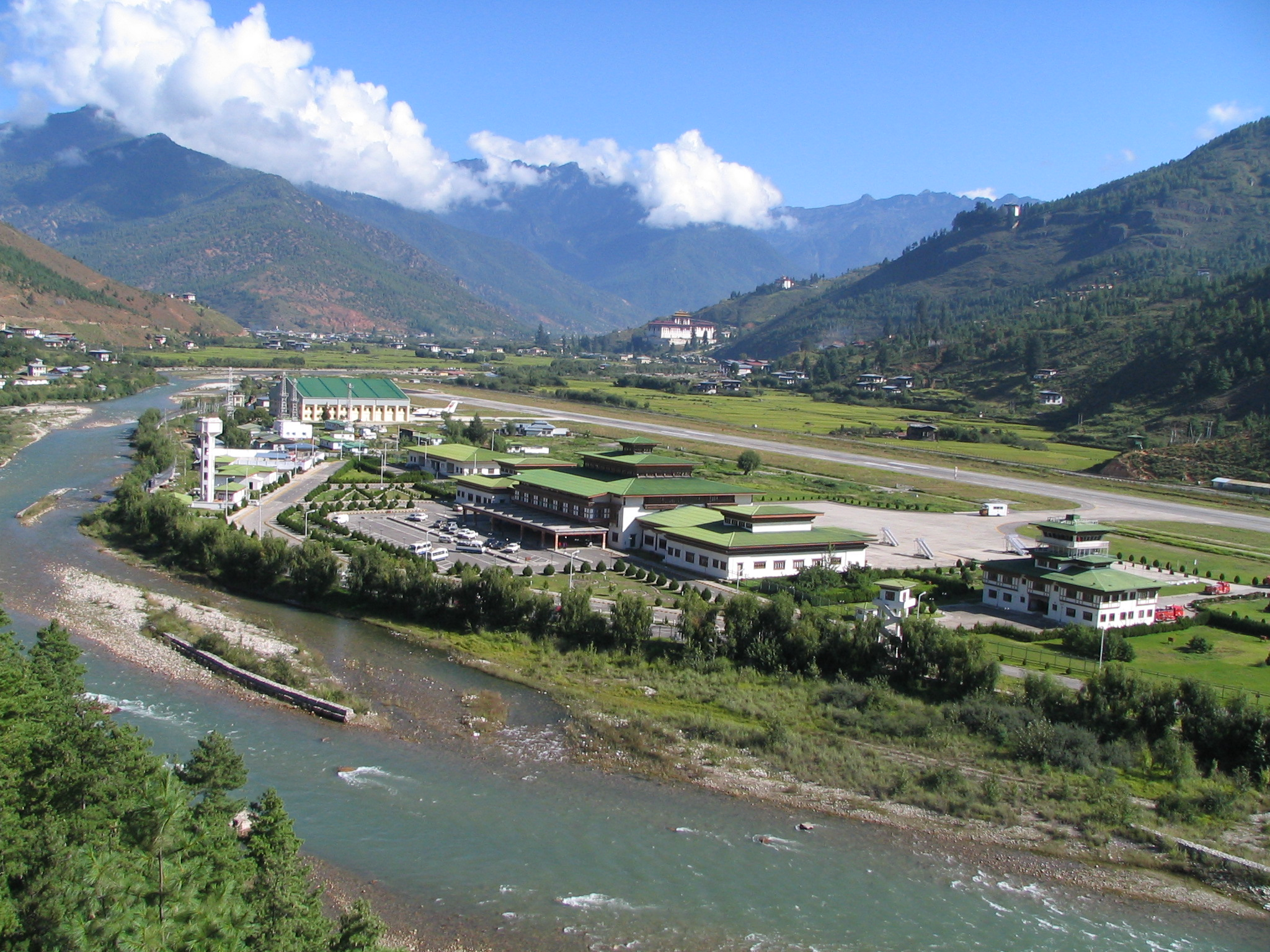
Aeropuerto de Paro

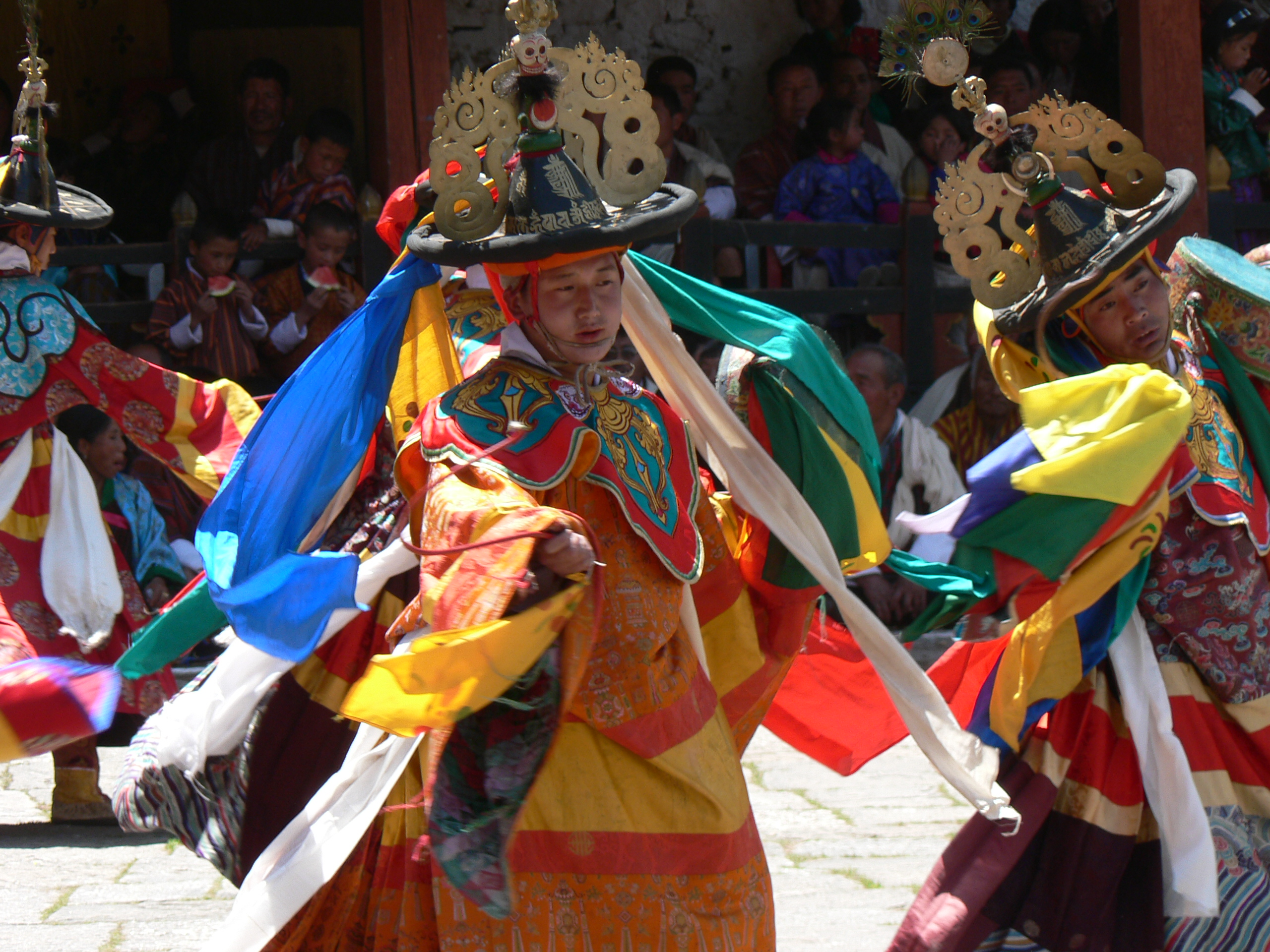
Festival Tsechu

El Distrito de Paro está rodeado por el Distrito de Haa al oeste, el Tíbet al norte, el Distrito de Timbu al este, y el Distrito de Chukha al sur. El valle de Paro se extiende desde la confluencia de los ríos Paro Chhu y Wang Chhu en Chuzom hasta el monte Jomolhari en la frontera tibetana al norte. Esta región es uno de los valles más anchos del reino y está cubierto de fértiles campos de arroz.

## Localidades
El distrito de Paro está dividido en diez localidades (gewogs):
- Doga
- Dopshari
- Doteng
- Hungrel
- Lamgong
- Lungnyi
- Naja
- Shapa
- Tsento
- Wangchang

## Entorno
El distrito norte de Paro (los  gewogs  de Doteng y Tsento) contiene parte del parque nacional Jigme Dorji y el corredor biológico que lo conecta a la Reserva Natural Torsa Strict en el vecino Distrito de Haa.

## Lugares de interés

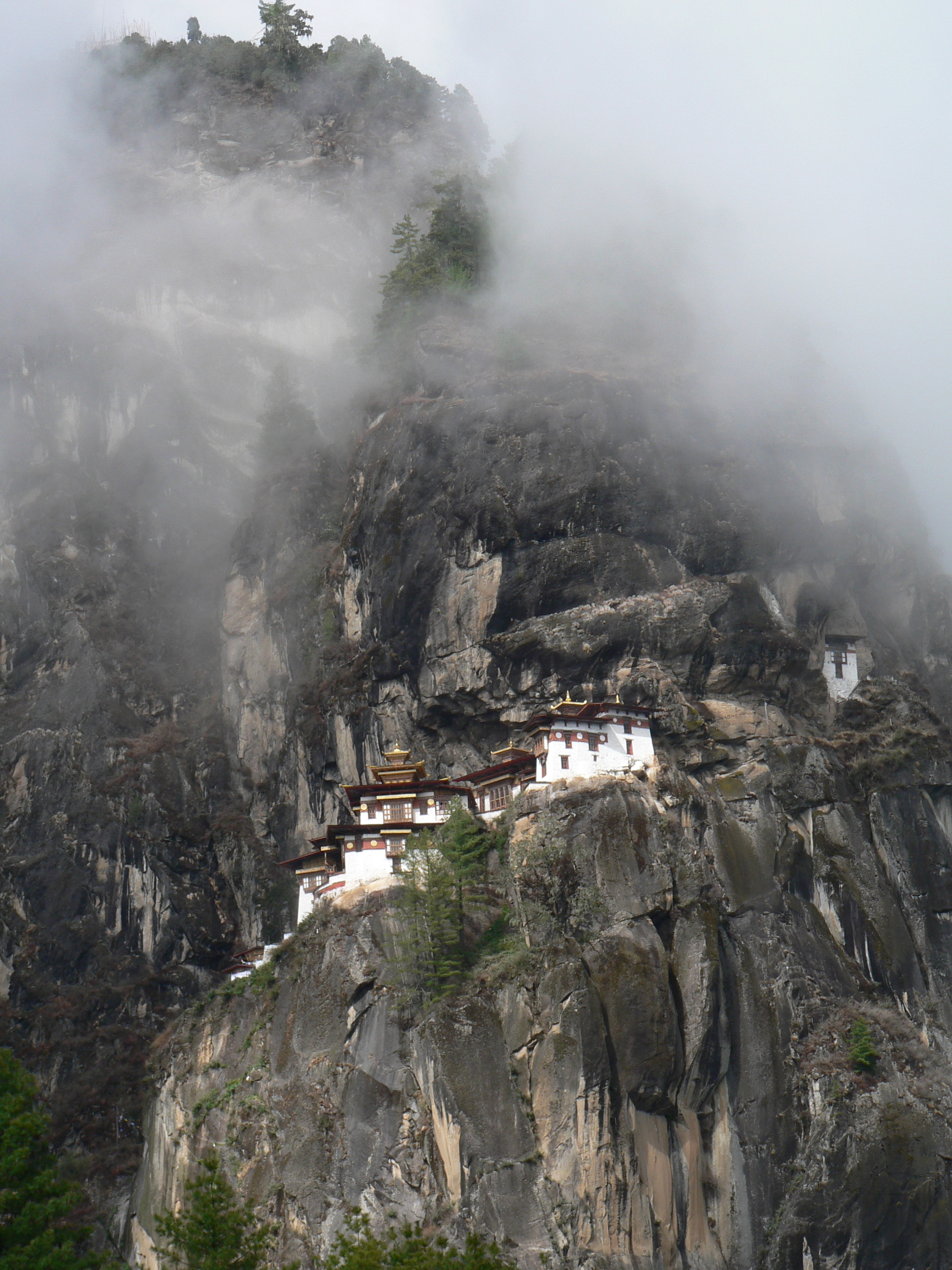
Taktshang, el "Nido del Tigre"

Algunos de los lugares culturales relevantes del distrito son:
- Taktshang, o Nido del Tigre, fue fundado como una cueva de meditación por el santo Padmasambhava en el siglo VIII.
- Kyichu Lhakhang, que junto con Jambay Lhakhang en el centro de Bután, es el templo más antiguo del país. Data del siglo VII.
- Drukgyel Dzong, al límite superior del valle, fue construido para defenderse de los invasores tibetanos. A día de hoy está en ruinas a causa de un incendio acaecido en la década de 1950.
- Paro, la capital del distrito y uno de los centros económicos de la Región.
- Rinpung Dzong, también conocido como Paro Dzong, es una gran fortaleza/monasterio que también cumple la función de centro administrativo de la región.
- El Museo nacional de Bután, donde se conservan antiguos artefactos butaneses, armas, ropas y obras artísticas.[3]